# Смадовичоара де Секу (Долж)
Смадовичоара де Секу (рум. Smadovicioara de Secu) насеље је у Румунији у округу Долж у општини Секу. Oпштина се налази на надморској висини од 231 m.

## Становништво
Према подацима из 2002. године у насељу је живело 303 становника, од којих су сви румунске националности.